# Fundamentalny katalog gwiazd
Fundamentalny katalog gwiazd (ang. Catalogue of Fundamental Stars) – zbiór gwiazd, definiujących dany niebieski układ odniesienia. Fundamentalny katalog zawiera precyzyjne dane o położeniach wybranych gwiazd, zebrane na podstawie długookresowych obserwacji i pomiarów, które służą jako wzorce do określania położenia innych gwiazd za pomocą pośrednich technik astrometrycznych.

## Wstęp
W przeszłości powstało wiele astrometrycznych katalogów, zazwyczaj lokalnych, które powstały na bazie obserwacji wykonanych w danym obserwatorium. Np. obserwatorium Marynarki Wojennej USA w latach 1911–1971 opracowało serię katalogów (W10, W25, W150 i inne); Friedrich Argelander zapoczątkował serię strefowych katalogów AGK, obejmujących półkulę północną (kontynuowaną przez obserwatoria w Bonn i Hamburgu). Początkowo pod nazwą katalogu fundamentalnego rozumiano katalog absolutny (powstały wyłącznie wskutek obserwacji), ale z czasem rozszerzono ją o kompilację danych uzyskanych obserwacyjnie oraz pochodzących z innych katalogów (tzw. katalog referencyjny).

## FC
W 1879 Arthur Auwers stworzył pierwszy fundamentalny katalog referencyjny – Fundamental Catalogue (FC), zawierający pozycje i ruchy własne 539 gwiazd. Do redukcji danych zastosowano stałą precesji, obliczona przez Friedricha Struvego. Obejmował gwiazdy półkuli północnej o deklinacji powyżej −10° i miał stanowić układ odniesienia dla katalogu AGK1. FC stał się pierwowzorem dla późniejszych katalogów FK.

## NFK
W 1907 J. Peters opracował katalog NFK, który rozszerzał FC o gwiazdy nieba południowego oraz poprawiał jego dane pozycyjne. Zawierał 925 gwiazd, których pozycje i ruchy własne uzyskano obserwacyjnie w latach 1745–1900, korzystał ze stałej precesji wyznaczonej przez Simona Newcomba.

## FK3
W latach 1937–1938 August Kopff opracował katalog FK3, będący wynikiem weryfikacji strefowych katalogów fotograficznych. Pozycje 1535 gwiazd w katalogu były oparte na obserwacjach absolutnych po roku 1900 (średnia epoka w przedziale 1912.0-1915.0) – część I opisywała 873 gwiazdy z NFK (z wyłączeniem gwiazd podwójnych), w części II dodano kolejne 662, aby zwiększyć liczbę obiektów referencyjnych i bardziej równomierne ich rozmieszczenie. Katalog był rezultatem analizy ponad 70 katalogów, powstałych po 1930. Do określenia poprawek deklinacji wykonano również dodatkowe obserwacje Słońca i planet aby nanieść poprawki nachylenia równika poszczególnych katalogów.

## GC
Równocześnie z katalogiem FK3 Lewis Boss stworzył w 1937 The General Catalogue (GC), zawierający pozycje i ruchy własne 33342 gwiazd jaśniejszych od 7 wielkości gwiazdowej oraz kilku tysięcy gwiazd słabszych. Oparty był na analizie wielu katalogów o epokach od 1755.0 do 1930, ale w porównaniu z FK3 posiadał większe błędy wartości tychże ruchów.

## N30
Katalogi GC i FK3 były określone na epokę 1900.0, więc ich dokładność w przeciągu kilkudziesięciu lat uległa degradacji na skutek niedokładności ruchów własnych. Bazując na tych katalogach w 1952 Morgan opracował katalog N30, celem zwiększenia liczby gwiazd referencyjnych w stosunku do ich liczby (w FK3) oraz poprawienia dokładności ich pozycji.

## FK4
Duża ilość obserwacji gwiazd fundamentalnych, jakie wykonano od czasu powstania katalogu FK3 była przyczyną zainicjowania w 1952 przez Zgromadzenie Generalne IAU prac nad systemem FK4, który miał stać się odniesieniem dla fotograficznych katalogów strefowych (AGK3) oraz dla wyznaczeń długości i szerokości realizowanych w ramach Międzynarodowego Roku Geofizycznego. Przy opracowywaniu FK4 uwzględniono 72 katalogi powstałe po publikacji FK3, przeliczone do wspólnej z FK3 epoki.
Katalog FK4 został opublikowany w 1963 roku i zawierał 1535 gwiazd w różnych epokach (od 1950.0 do 1975.0), który to zbiór był rewizją FK3. Jednocześnie opublikowano do niego suplement (FK4S), który go rozszerzał o kolejne 1987 gwiazdy (bazując głównie na N30 oraz GC).

## FK5
Błędy wykazywane przez FK4 oraz pojawienie się poprawionego równania precesji ogólnej wygenerowały potrzebę opracowania dokładniejszego katalogu fundamentalnego. FK5 – piąty fundamentalny katalog z 1988 roku rozszerzał FK4 o nowe pozycje 1535 gwiazd (został zastąpiony przez oparty na kwazarach ICRF). Jego druga część – FK5 Extension – dodawała kolejne 3117 gwiazd, o magnitudo od 5 do 9,7. Był oparty na 85 katalogach epok od 1900.0 do 1980.0.

## FK6
Szósty fundamentalny katalog (ang. Sixth Fundamental Catalogue), FK6, został opublikowany w roku 2000. Powstał przez połączenie danych z FK5 i satelity Hipparcos (Katalog Hipparcosa) dla 4150 gwiazd.
Katalog FK6 podzielony został na cztery części, z których wydano dotychczas I i III. Dwie pierwsze części bazują na danych z FK5. Część I (FK6(I)) zawiera gwiazdy pojedyncze (lub takie, które mogą być traktowane jako pojedyncze), łącznie zawiera 878 gwiazd, z czego 340 stanowią tzw. gwiazdy astrometrycznie doskonałe (spełniające dodatkowe statystyczne kryteria dotyczące ich ruchów własnych i błędów tych ruchów). Część II będzie obejmować pozostałe gwiazdy – znane (i prawdopodobne) gwiazdy podwójne i wielokrotne, opisane w FK5 lub Katalogu Hipparcosa (lub w obu). Części III i IV bazują na danych z katalogu FK5 Extension i podobnie jak w wypadku części I i II odnoszą się, odpowiednio, do gwiazd pojedynczych i pozostałych. Opublikowana część FK6(III) zawiera 3272 gwiazd, z czego 1928 stanowią gwiazdy astrometrycznie doskonałe.
Na początku XXI w. zrezygnowano z publikowania wersji papierowej.